# Joconde Torlonia
La Joconde Torlonia, également appelée Joconde de Montecitorio ou Joconde de Rome, est une copie de La Joconde de Léonard de Vinci, peinte par un auteur anonyme. 

## Histoire
L'œuvre était probablement conservée en France dans la collection du cardinal Fesch, oncle de Napoléon Bonaparte : lorsqu'elle se trouvait sur le territoire français au XVIIIe siècle, cette peinture, réalisée sur un panneau de bois, fut retirée en l'enlevant avec la couche sous-jacente et transférée sur toile. En 1814, le tableau passa à la collection Torlonia à Rome, dont elle hérita du nom, puis elle fut ensuite placée à la Galerie nationale d'Art ancien du Palais Corsini en 1892. Depuis 1927, le tableau est conservé au Palais Montecitorio,, siège de la Chambre des Députés italienne. L'œuvre est propriété de l'État italien.
Longtemps restée en dépôt, car considérée comme une copie post-Renaissance de la célèbre Joconde, elle bénéficie cependant depuis décembre 2021, après sa restauration, d'une grande attention médiatique.
Depuis mars 2022, elle est exposée en permanence à la Chambre des députés. Il reste à décider quelle salle l'hébergera, probablement la Sala Aldo Moro.

## Attribution
Selon l'inventaire de Giuseppe Antonio Guattani, datant du début du XIXe siècle, il s'agirait de l'œuvre de Bernardino Luini. Selon des études plus récentes de 2021-2022, réalisées par le restaurateur Antonio Forcellino avec sa sœur Maria, il s'agirait d'une variante de la célèbre œuvre, créée par Léonard lui-même pendant sa courte période romaine.
Forcellino a noté des similitudes entre la technique de composition du maître et l'œuvre ; notamment en ce qui concerne les caractéristiques du paysage et le voilage des teints. La restauratrice Cinzia Pasquali qui, avec Forcellino, a restauré le tableau en 2021, émet l'hypothèse d'une éventuelle participation de Léonard à la création du portrait.

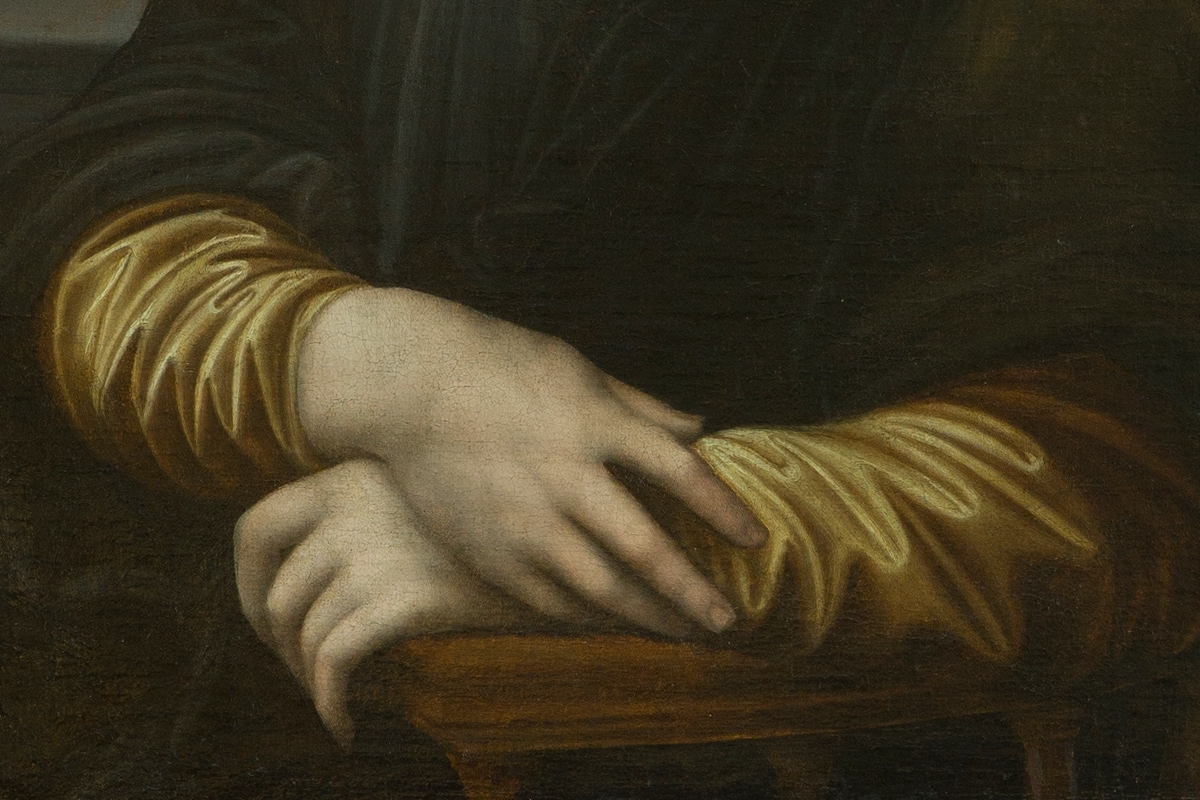
Détail des mains.

Vittorio Sgarbi exclut la possibilité que Léonard ou l'un de ses élèves ait mis la main sur ce tableau, qui n'a pas la qualité des autres œuvres du maître toscan, tandis que Claudio Strinati considère plausible qu'un élève de l'atelier de Léonard, lorsque l'artiste est resté à Rome, a réalisé le portrait, mais pas Léonard,.